# انضمار الكلية
انضمار الكلية أو سل الكلية أو سحاف الكلية (بالإنجليزية: Nephronophthisis)‏ هو اضطراب وراثي في الكليتين يصيب الأطفال. يصنف ضمن أمراض الكلية اللبية الكيسية. يُورث هذا الاضطراب بطريقة وراثية متنحية، ويعد السبب الجيني الأكثر شيوعًا للفشل الكلوي في مرحلة الطفولة على الرغم من ندرته. يعتبر شكلًا من أشكال اعتلال الأهداب الخلوية. قُدِّر معدل وقوعه بنحو 0.9 حالة لكل مليون شخص في الولايات المتحدة، وحالة واحدة من كل 50,000 ولادة في كندا.

## العلامات والأعراض
صُنف سُحاف الكلية في عدة أشكال وهي الطفلي والشبابي والبالغ. يعد طيف الميزات واسعًا، ولكن يبدي الأفراد المصابون بسحاف الكلية تظاهرات نموذجية مثل البوال (إنتاج كمية كبيرة من البول) والعطاش (الإفراط في شرب السوائل) وصولًا إلى المرض الكلوي نهائي المرحلة بعد مرور عدة أشهر إلى سنوات، وهي حالة تتطلب الغسيل الكلوي أو زرع كلية من أجل البقاء. قد يعاني بعض الأفراد المصابين بسُحاف الكلية أيضًا مما يدعى «أعراض خارج كلوية» وتتضمن التنكس الشبكي ومشاكل في الكبد وعمه حركة العين ومشاش مخروطية الشكل (متلازمة سالدينو ماينزر).

## السبب
يتميز سُحاف الكلية بالتليف وتشكل كيسات عند الوصل القشري اللبي، ويعد اضطرابًا وراثيًا جسميًا متنحيًا يؤدي في النهاية إلى قصور كلوي نهائي.

## الفيزيولوجيا المرضية
تشير آلية الإصابة بسُحاف الكلية إلى أن جميع البروتينات الطافرة في أمراض الكلية الكيسية تعبر عن نفسها في الأهداب الأولية. تتسبب طفرات جين سحاف الكلية في حدوث عيوب في إرسال الإشارات ما يؤدي إلى عيوب في قطبية الخلية المستوية. تشير النظرية الهدبية إلى تورط عدة أعضاء في حدوث سُحاف الكلية (تنكس الشبكية والضمور الدماغي وتليف الكبد والإعاقة الذهنية).

### اضطرابات وراثية نادرة ذات صلة
يمثل سُحاف الكلية اعتلالًا في الأهداب. تشمل الاعتلالات الهدبية المعروفة الأخرى خلل الحركة الهدبية الأولي ومتلازمة باردت بيدل ومرض الكلية والكبد عديدي الكيسات ومتلازمة ألستروم ومتلازمة ميكل غروبر وبعض أشكال تنكس الشبكية.
يشكل النمط الثاني من سُحاف الكلية النوع الطفلي ويترافق أحيانًا مع الأحشاء معكوسة التوضع، ويمكن تفسير ذلك من خلال علاقته بجين الإنفيرسين. يمكن رؤية النمط الأول والثاني والثالث والرابع والخامس والسادس من سُحاف الكلية أحيانًا مع التهاب الشبكية الصباغي، ويسمى هذا الترافق المحدد باسم متلازمة سينيور لوكن.

## التشخيص
يمكن الحصول على تشخيص الإصابة بسُحاف الكلية عبر تصوير الكلية بالموجات فوق الصوتية والسوابق العائلية والسريرية للفرد المصاب وفقًا لستوكمان وآخرين.

### النماط
- سحاف الكلية من النمط الطفلي.[12]
- سحاف الكلية من النمط الشبابي.[12]
- سحاف الكلية من النمط البالغ. [12]

## التدبير
يمكن تدبير هذه الحالة عبر تحسين أي خلل في توازن الشوارد بالإضافة إلى علاج ارتفاع ضغط الدم ونقص تعداد خلايا الدم الحمراء (فقر الدم) وفقًا لحالة الفرد.

## وبائيات
يحدث سُحاف الكلية بنسب متساوية لدى الجنسين ويقدر معدل وقوعه بنحو 9 من نحو 8 ملايين فردًا. يعد سُحاف الكلية السبب وحيد الجين الرئيسي للقصور الكلوي نهائي المرحلة.